# Club Atlético Ortho de Cubujuquí
El  Club Atlético Ortho fue un club de fútbol del cantón de Heredia y fundado en 1975. También jugó en la tercera categoría, Segunda División B del fútbol de Costa Rica.

## Historia
En 1974 vecinos del distrito de Mercedes en el Barrio Cubujuquí acordaron fundar el club de fútbol que en adelante se le llamaría Club Atlético Ortho patrocinado por Químicos Ortho de California, LTD.
Para 1976 ingresaron a la Liga Juvenil (4.ª. División) y un año después fueron los campeones por la provincia de Heredia y subcampeones nacionales. Y al año siguiente logran corarse monarcas nacionales en aquella categoría.
El cuerpo técnico y jugadores se compuso de la siguiente manera con don Roberto Dubal, Armando Zamora, Carlos Hernández, Jorge Aguilar Gómez, Carlos “ñato” Garita Loaiza (D.T), Manuel de la O, Jorge Garita Hernández, Eliéser Segura Villalobos, Claudio Jara Granados, Jorge Álvarez Cháves, Juan Carlos Benavides (Portero). Además de Francisco Cháves, Milton Rivas Borbón, Luis Garita, Luis Antonio Hernández, Manuel de la O González, Luis Arguedas y Eugenio Rivera.

Así en 1979 subieron  al torneo distrital y cantonal de tercera división, pero sin mayor trascendencia. Pero a nivel de cuartas logran el título provincial ganándole tres goles por uno al juvenil del C. Deportivo Yuba Paniagua.
Al año siguiente en la Segunda División B de COFA donde realiza una excelente participación.
Por este equipo pasaron jugadores como Marvin Obando, José Manuel “gugui” Ulate, entre muchos que jugaron en la primera división. Ya en 1981 los cubujuqueños del Ortho buscan mejores horizontes y forman una selección junto a la escuadra del Atlético Cubujuquí, y así se nace el Club Deportivo Muñóz Corea de Almacenes ALCOSA. El cual es campeón invicto por la provincia de Heredia en 3.ra. División de CONAFA (ANAFA).
Entre 1981-82 la nueva agrupación busca reforzar sus filas con jugadores de renombre, entre estos el guardameta Manuel Salas y el veloz y potente lateral extremo derecho, Ademar Vargas. Ambos jugadores militaban con los  Diablos Rojos C.F de San Pablo y muy cotizados por los cuadros competitivos y de alto rendimiento de aquel entonces.
En 1981 el Deportivo Muñóz Corea es cuarto lugar en la cuadrangular final por CONAFA (2.ª. División de Ascenso). Disputando el Cetro frente al Carmen de Cartago (Monarca), Selección de Cañas y (CATSA) de Liberia.
Para 1982 el Muñóz Corea logra clasificarse a la triangular provincial frente a San Lorenzo y Floreña. Y el Atlético Cubujuquí es campeón juvenil por la provincia de Heredia.
Ya a mediados de la década de los 80´s los del Cubujuquí hablaban de jugar el torneo distrital y clasificarse a la Tercera División de Ascenso por ANAFA.

## Uniforme
- Uniforme titular: Camiseta roja con ribetes negros, pantalón negro, medias rojas.

- Uniforme alternativo: Camiseta azul con ribetes rojos, pantalón azul, medias azules.

## Ascenso
- Terceras Divisiones Independientes Entre los año 1975 y 1976

- Tercera División por COFA y CONAFA (2.ª. División de Ascenso). Renombrado ANAFA. Entre las décadas de 1970-80.

## Palmarés
Torneos de Liga y Ascenso
- Campeón Cuarta División de Costa Rica (1): 1978
- Subcampeón Cuarta División de Costa Rica (1): 1977
- Campeón Nacional de Cuarta División Heredia (3): 1977-78 y 1979